# Kirche Neumark (Vogtland)

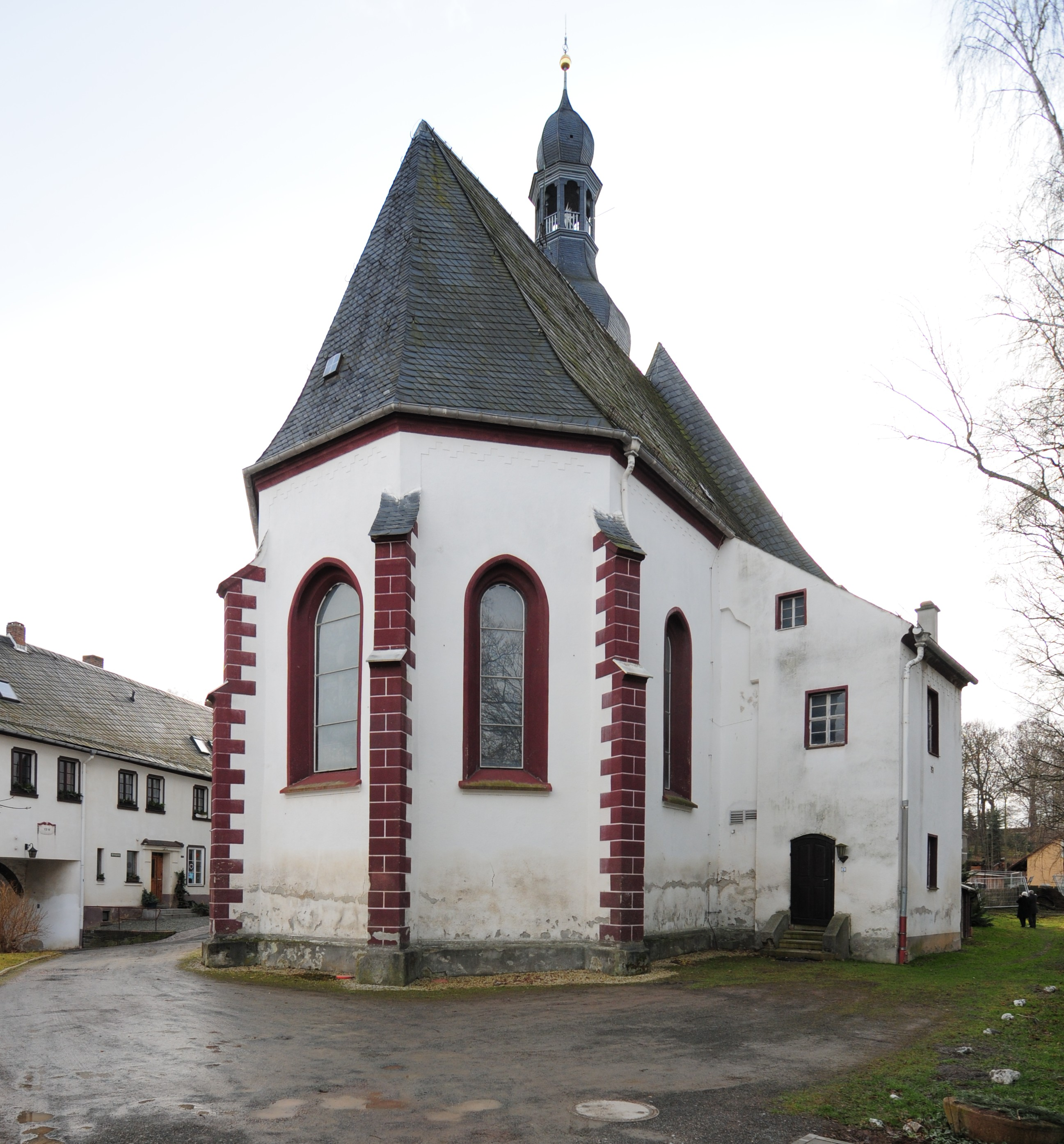
Kirche Neumark von Osten

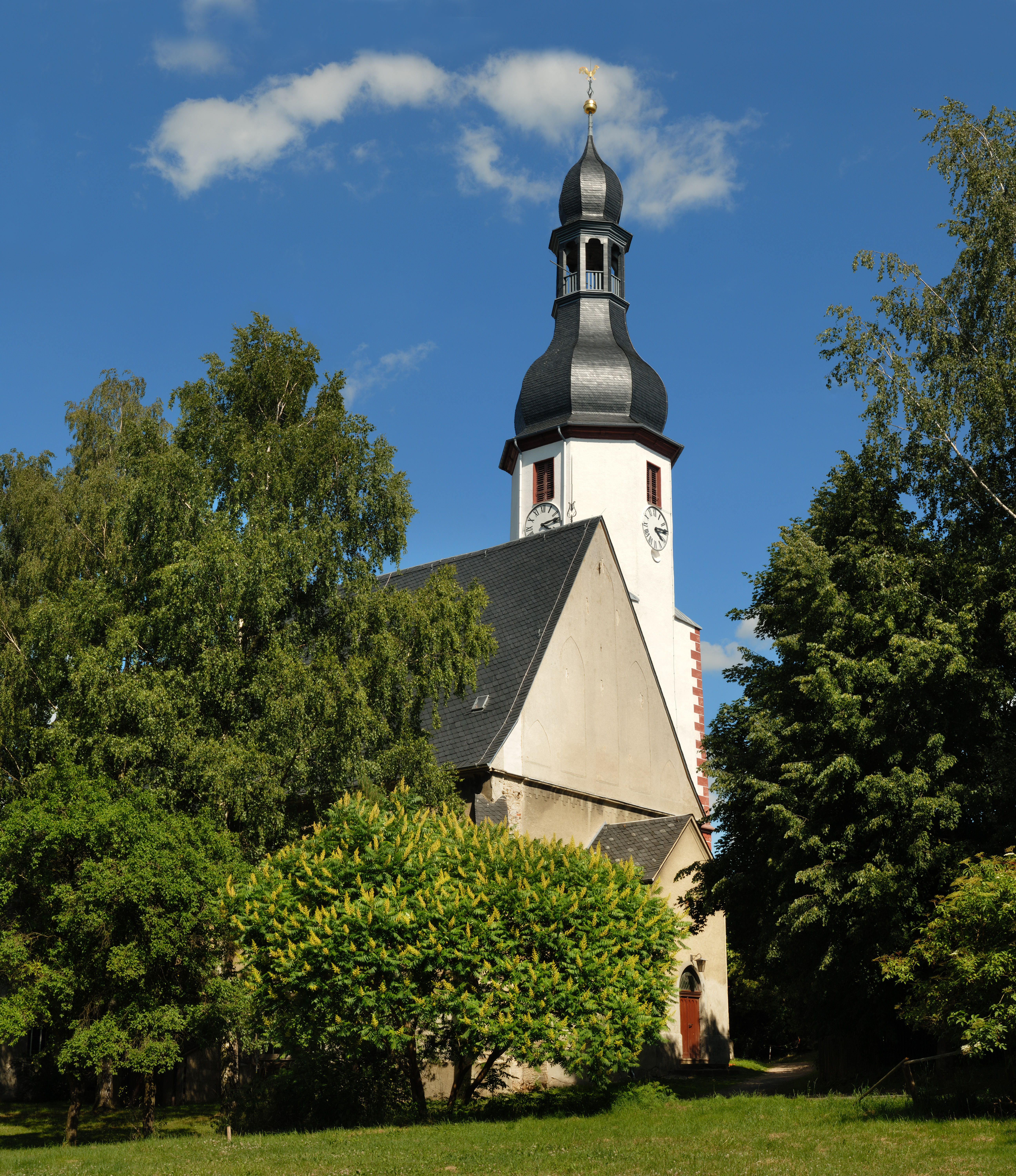
Westseite

Die evangelische Kirche Neumark ist eine spätgotische Saalkirche in Neumark im Vogtlandkreis in Sachsen. Sie gehört zur Kirchengemeinde Neumark im Kirchenbezirk Vogtland der Evangelisch-Lutherischen Landeskirche Sachsens.

## Geschichte und Architektur
Die spätgotische Saalkirche, begonnen im Jahr 1497 (nach einer Inschrift am südöstlichen Strebepfeiler des Chorpolygons), wurde nach Brand in den Jahren 1633–1635 wiederhergestellt. Eine Erneuerung erfolgte im Jahr 1869, die letzte Restaurierung des Äußeren im Jahr 1996. Das Bauwerk ist ein großer Putzbau; vom spätgotischen Bauwerk sind nur der geringfügig eingezogene, dreiseitig geschlossene Chor mit Strebepfeilern sowie das Spitzbogenportal im Westen erhalten. Der Südturm ist über quadratischem Grundriss erbaut und im Obergeschoss oktogonal, als Abschluss trägt er eine barocke Haube mit Laterne. Die Sakristei an der Chornordseite stammt von 1869/70. An der südöstlichen Chorseite befindet sich der Eingang zur Gruft mit Wappen der Familie Römer.
Im Innern ist das Bauwerk flachgedeckt und wird an drei Seiten von einfachen Holzemporen umgeben. Ein gotischer Triumphbogen führt zum Chor, dieser ist mit einem dreijochigen Sternrippengewölbe über Wanddiensten mit Kopfkonsolen geschlossen; als Schlusssteine sind Wappen angebracht. Die Patronatsloge ist mit einer Wappentafel der Familie von Römer in feinen Renaissanceformen aus der ersten Hälfte des 17. Jahrhunderts versehen.

## Ausstattung
Die Hauptstücke der Ausstattung sind ein Altar mit schlichter Mensa, die Kanzel und die Taufe in neugotischem Stil aus den Jahren 1869/70. Vom ehemaligen barocken Altar sind nur die Schnitzfiguren Moses, Aarons, Elias’ und Johannes des Täufers aus dem 18. Jahrhundert erhalten. Das beachtenswerte Holzkruzifix ist eine frühe Arbeit von Peter Breuer aus dem Jahr 1498/1500, die im Jahr 1975 restauriert wurde. Ein großes Stiftergemälde auf Holz aus der zweiten Hälfte des 16. Jahrhunderts stellt die Teichwolframsdorfer Familie mit zahlreichen Kindern dar, im Hintergrund sind rechts die Grablegung und links die Auferstehung dargestellt.
Im Fenster der Nordseite sind zwei Glasgemälde von Hans Hesse aus Zwickau aus dem Jahr 1498 eingesetzt, dargestellt ist links ein kniendes Stifterehepaar, darüber ein Schriftband mit Strophen aus dem Vesperhymnus, das Wappen ist nicht mehr original. Rechts ist ein kniender Geistlicher mit der Unterschrift Johannes Plebanus dargestellt, der möglicherweise identisch mit dem Pfarrer Johannes Mentzer in Neumark ist; das Ganze sind wohl beschädigte und ergänzte Seitenteile eines großen Mittelbildes mit Mariendarstellung. Die großen Chorfenster zeigen eine Kreuzigungsdarstellung in der Mitte, seitlich Christi Geburt und Christi Himmelfahrt, außen die Apostel Petrus und Paulus, geschaffen 1898 von Bruno Urban aus Dresden. In der Turmhalle ist ein kreisrundes Holzrelief mit einer Darstellung von Christus in Gethsemane, wohl 18. Jahrhundert, erhalten.
Die Orgel ist ein vielfach überarbeitetes Werk von Friedrich Wilhelm Trampeli aus dem Jahr 1819, das von Hartmut Schüßler 1979 in ein Werk mit 24 Registern auf zwei Manualen und Pedal umgebaut wurde.
Die Gruft mit achtstrahligem Gratgewölbe zeigt Reste der Ausmalung von 1914; drei Sarkophage derer von Römer aus den Jahren 1932, 1925 und 1930 sind erhalten.